# Référendum italien de 2022
Le référendum italien de 2022 a lieu le 12 juin 2022 en Italie afin de permettre à la population de se prononcer sur l'abrogation de cinq lois ou décrets relatifs au domaine de la Justice. Chacune des cinq questions est soumise à référendum abrogatif sur proposition de neuf régions gouvernées par la coalition de centre droit.
Pour être validée, l'abrogation d'un de ces textes doit réunir les votes favorables de la majorité absolue des suffrages exprimés, et la participation atteindre le quorum exigé de 50 % du total des inscrits.
Bien qu'approuvées par les électeurs s'étant rendus aux urnes, les cinq propositions d'abrogations échouent, aucune d'elle n'ayant réuni le taux de participation requis.

## Mise en œuvre
Le scrutin est l'aboutissement de plusieurs demandes de référendum initiées par un total de neuf régions italiennes, toutes gouvernées par la Coalition de centre droit : le Basilicate, le Frioul-Vénétie Julienne, la Ligurie, la Lombardie, le Piémont, la Sardaigne, la Sicile, l'Ombrie et la Vénétie.
En accord avec l'article 75 de la Constitution, un minimum de 500 000 électeurs ou de cinq régions italiennes peuvent en effet déclencher l'organisation de référendums abrogatifs sur des lois existantes. A l'initiative de la Ligue, les neuf régions proposent ainsi l'abrogation partielle ou totale de plusieurs lois ou décrets d'application de textes de lois concernant le pouvoir judiciaire,.
La coalition de centre droit contrôle alors suffisamment de régions pour déclencher de tels référendums, mais procède malgré tout à une collecte de signatures afin de légitimer ces derniers en s'appuyant sur un soutien populaire. Rendus publics le 6 mai 2021, les six projets — dont un est par la suite invalidé par la Cour constitutionnelle — sont officiellement validés par la Cour suprême de cassation le 3 juin suivant, ouvrant dès le lendemain la période de 90 jours de collecte, qui doit alors s'achever le 30 septembre 2021. En raison de la pandémie de Covid-19, une extension exceptionnelle est cependant accordée jusqu'au 31 octobre, de même que le recours à une collecte par signature électronique via le Système public d’authentification digitale (SPID). Entre 700 000 et 775 000 signatures sont ainsi recueillies. La coalition dépose néanmoins ses demandes de référendum le 30 octobre 2021 via le processus régional, et non populaire. La Cour constitutionnelle valide cinq des six questions le 16 février 2022 et rejette la sixième.
La constitution italienne dispose qu'une demande de référendum jugée recevable par la Cour constitutionnelle doit conduire à son organisation entre le 15 avril et le 15 juin suivant. La date du 12 juin 2022, soit en même temps que les élections municipales, est finalement retenue,,. Le choix de cette date représente à la fois un avantage et un inconvénient pour les initiateurs du référendum. Un scrutin commun aux municipales favorise en effet une participation plus élevée, tandis que son organisation à la mi-juin favorise l'abstention de la part des vacanciers.

## Contenu

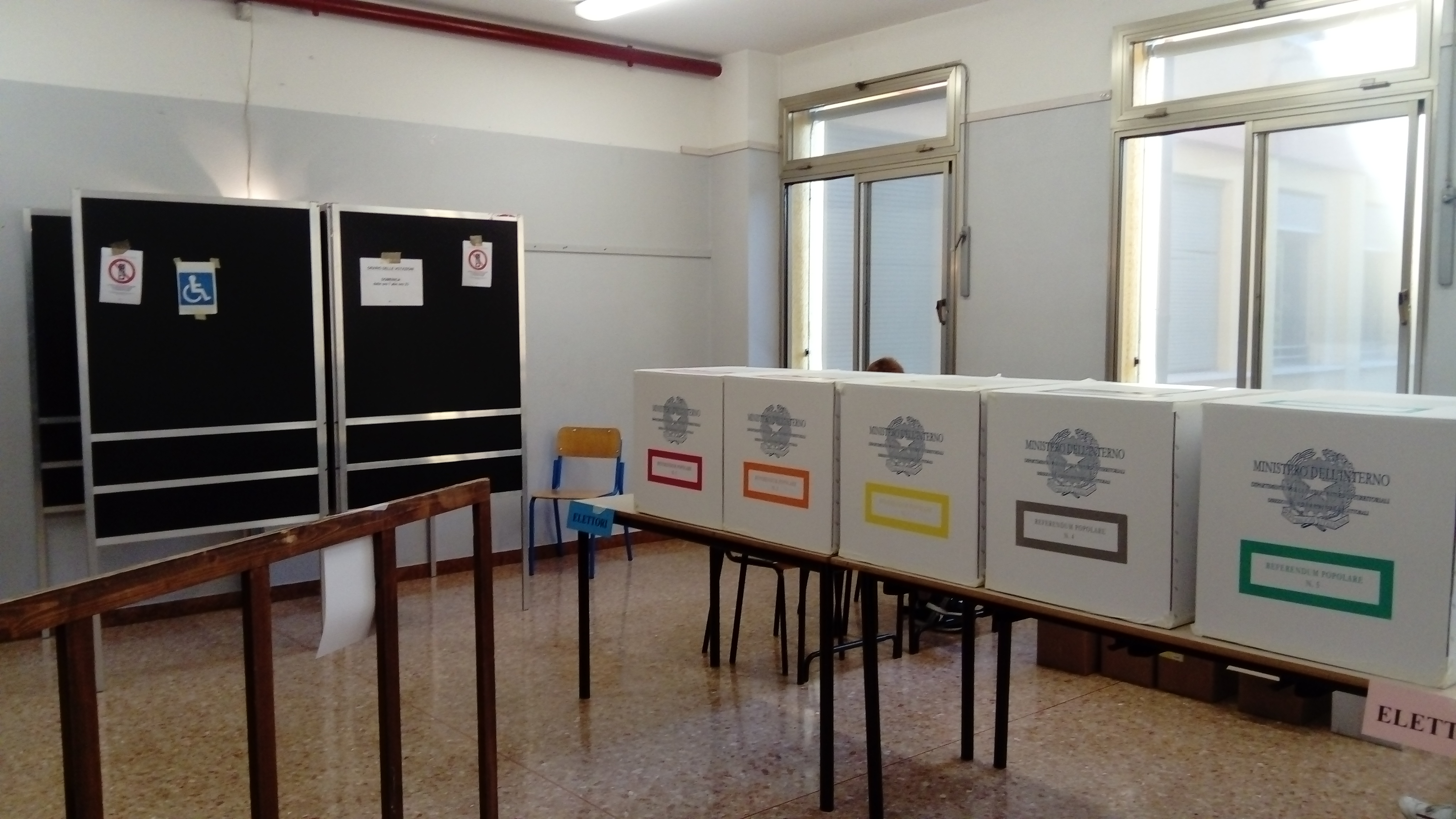
Bureau de vote

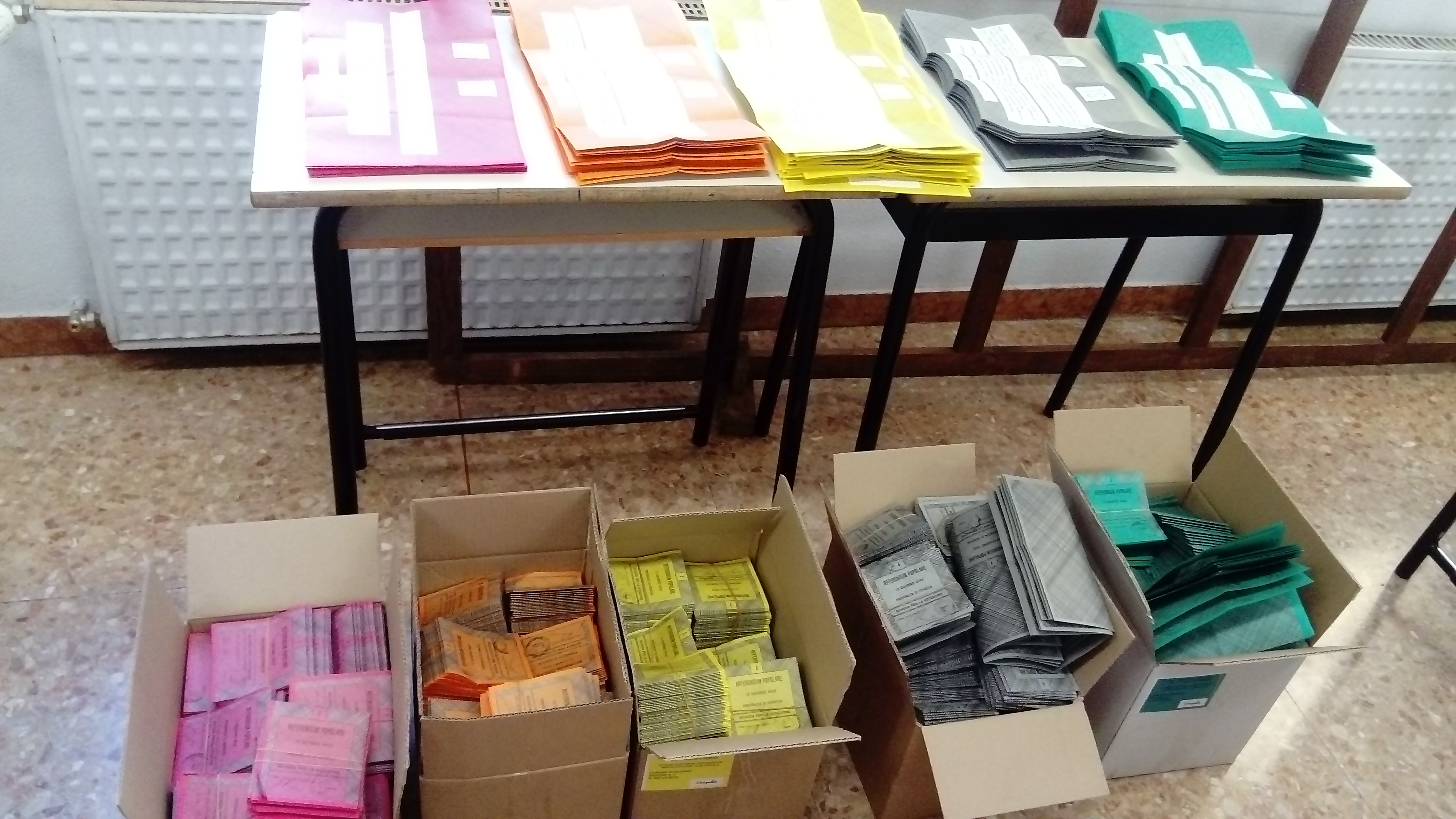
Bulletins mis à disposition des électeurs

### Questions soumises au vote
Cinq questions sont soumises au vote des électeurs. Toutes portent sur l'abrogation d'une loi liée au domaine de la justice :
Abrogation d'une partie du décret législatif du 31 décembre 2012, dit Loi Severino (it). Cette dernière interdit aux personnes condamnées à au moins deux ans de prison d'exercer des fonctions électives et gouvernementales ou de se présenter aux élections à celles-ci,.
Abrogation d'une partie du décret présidentiel du 22 septembre 1988 limitant la détention provisoire au risque d'une répétition d'une infraction punissable d'au moins quatre ans de prison ou d'un délit punissable d'au moins cinq ans de prison,.
Abrogation de plusieurs passages d'un ensemble de décrets assouplissant la séparation des carrières des magistrats et des procureurs. Les passages concernés permettent ainsi le passage entre fonctions judiciaires et fonctions de poursuite,.
Abrogation d'une partie du décret législatif du 27 janvier 2006 sur les conseils judiciaires, qui empêche les avocats et professeurs de siéger dans les organes d'administration et de contrôle du pouvoir judiciaire en limitant ces derniers aux seuls fonctionnaires,.
Abrogation d'une partie de la loi du 24 mars 1958 imposant aux candidats au Conseil supérieur de la magistrature de disposer des signatures d'au moins vingt cinq magistrats — qui ne peuvent apporter leur soutien à plus d'un candidat — et de ne se présenter que dans un seul collège à la fois,.

### Questions jugées irrecevables
Trois questions qui auraient également pu être soumises au vote lors de ce référendum ont auparavant été rejetées pour inconstitutionnalité.
La première concernait l'abrogation d'une partie de l'article 579 du code pénal, institué par le décret royal de 1930, interdisant sous peine de six à quinze ans de prison la pratique de l'euthanasie sur un être humain consentant. La question est alors portée par une initiative populaire ayant réuni plus de 1 200 000 signatures grâce notamment au soutien de l'Association Luca Coscioni (it) fondée en 2002 par l'homme politique éponyme. Ce dernier, à la tête du parti des Radicaux italiens dans les années 2000 malgré une sclérose latérale amyotrophique, avait fini par en succomber en 2006. Si le seuil de 500 000 signatures nécessaire est bien atteint, la Cour constitutionnelle juge cependant la question irrecevable, jugeant qu'une abrogation même partielle de l'article en question ne permettrait plus d'assurer la protection minimale nécessaire de la vie humaine assurée par la constitution, en particulier en ce qui concerne les personnes faibles ou vulnérables,.
Une seconde question visait à abroger une partie du décret présidentiel du 9 octobre 1990 ayant interdit la culture et la consommation de plusieurs plantes servant à la fabrication de drogues dont notamment le cannabis. Portée également par une initiative populaire, qui réunit quant à elle en un mois les signatures d'environ 630 000 électeurs avec le soutien de l'Association Luca Coscioni et du Forum sur les drogues ainsi que des partis +Europa, Europe verte, Gauche italienne, Possible, Refondation et Pouvoir au peuple, la question est jugée irrecevable par la Cour constitutionnelle. Cette dernière juge en effet incompatible avec les engagements internationaux de l'Italie la légalisation de plantes telles que le pavot et la coca, qui servent à la fabrication de drogues « dures », respectivement l'opium et la cocaïne,.
Enfin, une troisième question concernait l'abrogation d'une partie de la loi du 13 avril 1988 sur les réparations des dommages causés dans l'exercice des fonctions judiciaires et la responsabilité civile des magistrats. Cette abrogation, rejetée par la Cour constitutionnelle car menant à une responsabilité civile directe des magistrats, faisait partie des initiatives régionales présentées par la coalition de centre droit.

## Conditions de validité
Les référendums abrogatifs d'origine régionale sont légalement contraignants. Ils doivent cependant pour être valides réunir la majorité absolue des suffrages exprimés en faveur de l'abrogation, et franchir le quorum de participation de 50 % des inscrits.

## Résultats
La publication des résultats définitifs n'intervient que plusieurs semaines après le scrutin, en raison de retards dans le décompte des bulletins de la diaspora.

### Abrogation de la Loi Severino
| Choix                   | Votes      | %     |  |
| ----------------------- | ---------- | ----- |  |
| Pour                    | 5 093 092  | 53,08 |  |
| Contre                  | 4 501 877  | 46,92 |  |
|                         |            |       |  |
| Votes valides           | 9 594 969  | 91,98 |  |
| Votes blancs            | 616 268    | 5,91  |  |
| Votes invalides         | 220 564    | 2,11  |  |
| Total                   | 10 431 801 | 100   |  |
| Abstention              | 40 478 672 | 79,51 |  |
| Inscrits/Participation  | 50 910 473 | 20,49 |  |
| Quorum de participation | 50 %       | 50 %  |  |

Répartition des votants :
| Votes Pour (53,08 %) |  |  | Votes Contre (46,92 %) |
| ▲                    |  |  |                        |
| Majorité absolue     |  |  |                        |

Répartition des inscrits :
| Taux de participation (20,49 %) |  |  | Taux d'abstention (79,51 %) |
| ▲                               |  |  |                             |
| Quorum                          |  |  |                             |

### Abrogation des limitations sur les détentions provisoires
| Choix                   | Votes      | %     |  |
| ----------------------- | ---------- | ----- |  |
| Pour                    | 5 271 228  | 55,37 |  |
| Contre                  | 4 249 305  | 44,63 |  |
|                         |            |       |  |
| Votes valides           | 9 520 533  | 91,33 |  |
| Votes blancs            | 677 146    | 6,49  |  |
| Votes invalides         | 226 959    | 2,18  |  |
| Total                   | 10 424 638 | 100   |  |
| Abstention              | 40 485 835 | 79,52 |  |
| Inscrits/Participation  | 50 910 473 | 20,48 |  |
| Quorum de participation | 50 %       | 50 %  |  |

Répartition des votants :
| Votes Pour (55,37 %) |  |  | Votes Contre (44,63 %) |
| ▲                    |  |  |                        |
| Majorité absolue     |  |  |                        |

Répartition des inscrits :
| Taux de participation (20,48 %) |  |  | Taux d'abstention (79,52 %) |
| ▲                               |  |  |                             |
| Quorum                          |  |  |                             |

### Abrogation de la séparation des carrières de magistrats et procureurs
| Choix                   | Votes      | %     |  |
| ----------------------- | ---------- | ----- |  |
| Pour                    | 6 968 829  | 73,26 |  |
| Contre                  | 2 543 081  | 26,74 |  |
|                         |            |       |  |
| Votes valides           | 9 511 910  | 91,22 |  |
| Votes blancss           | 682 995    | 6,55  |  |
| Votes invalides         | 232 129    | 2,23  |  |
| Total                   | 10 427 034 | 100   |  |
| Abstention              | 40 483 439 | 79,52 |  |
| Inscrits/Participation  | 50 910 473 | 20,48 |  |
| Quorum de participation | 50 %       | 50 %  |  |

Répartition des votants :
| Votes Pour (73,26 %) |  |  | Votes Contre (26,74 %) |
| ▲                    |  |  |                        |
| Majorité absolue     |  |  |                        |

Répartition des inscrits :
| Taux de participation (20,48 %) |  |  | Taux d'abstention (79,52 %) |
| ▲                               |  |  |                             |
| Quorum                          |  |  |                             |

### Abrogation de la réforme sur les conseils judiciaires
| Choix                   | Votes      | %     |  |
| ----------------------- | ---------- | ----- |  |
| Pour                    | 6 715 104  | 71,28 |  |
| Contre                  | 2 705 341  | 28,72 |  |
|                         |            |       |  |
| Votes valides           | 9 420 445  | 90,41 |  |
| Votes blancs            | 752 871    | 7,23  |  |
| Votes invalides         | 246 373    | 2,36  |  |
| Total                   | 10 419 689 | 100   |  |
| Abstention              | 40 490 784 | 79,53 |  |
| Inscrits/Participation  | 50 910 473 | 20,47 |  |
| Quorum de participation | 50 %       | 50 %  |  |

Répartition des votants :
| Votes Pour (71,28 %) |  |  | Votes Contre (28,72 %) |
| ▲                    |  |  |                        |
| Majorité absolue     |  |  |                        |

Répartition des inscrits :
| Taux de participation (20,47 %) |  |  | Taux d'abstention (79,53 %) |
| ▲                               |  |  |                             |
| Quorum                          |  |  |                             |

### Abrogation des limites de candidatures au conseil supérieur de la magistrature
| Choix                   | Votes      | %     |  |
| ----------------------- | ---------- | ----- |  |
| Pour                    | 6 776 491  | 71,63 |  |
| Contre                  | 2 684 184  | 28,37 |  |
|                         |            |       |  |
| Votes valides           | 9 460 675  | 90,78 |  |
| Votes blancs            | 721 157    | 6,92  |  |
| Votes invalides         | 239 995    | 2,30  |  |
| Total                   | 10 421 827 | 100   |  |
| Abstention              | 40 488 646 | 79,53 |  |
| Inscrits/Participation  | 50 910 473 | 20,47 |  |
| Quorum de participation | 50 %       | 50 %  |  |

Répartition des votants :
| Votes Pour (71,63 %) |  |  | Votes Contre (28,37 %) |
| ▲                    |  |  |                        |
| Majorité absolue     |  |  |                        |

Répartition des inscrits :
| Taux de participation (20,47 %) |  |  | Taux d'abstention (79,53 %) |
| ▲                               |  |  |                             |
| Quorum                          |  |  |                             |

## Analyse
Les cinq propositons sont approuvées à de larges majorités, mais la participation très faible entraîne leur échec, à peine un cinquième des électeurs ayant participé au scrutin. Comme au cours de la campagne, la coalition de centre droit pointe du doigt le silence des médias sur le sujet — qu'elle qualifie de « boycott » — comme principale cause de ces échecs. Le résultat du scrutin est cependant perçu comme un échec personnel pour le dirigeant de la Ligue Matteo Salvini, qui en avait fait son cheval de bataille.